# Prangos crenata
Prangos crenata är en flockblommig växtart som först beskrevs av Edward Fenzl, och fick sitt nu gällande namn av Minosuke Hiroe. Prangos crenata ingår i släktet Prangos och familjen flockblommiga växter. Inga underarter finns listade i Catalogue of Life.